# Uranoscopus bicinctus
Uranoscopus bicinctus is een straalvinnige vissensoort uit de familie van sterrenkijkers (Uranoscopidae). De wetenschappelijke naam van de soort is voor het eerst geldig gepubliceerd in 1843 door Temminck & Schlegel.